# Giuliano Cesarini

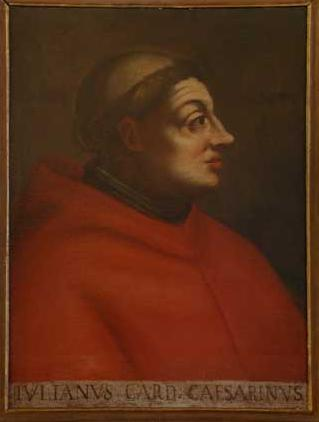
Cardenal Giuliano Cesarini. Pintura en la universidad de Bolonia.

Julian Cesarini El Viejo (1398 en Roma; 10 de noviembre de 1444 en Varna, Bulgaria) fue uno de los cardenales brillantes del grupo creado por el Papa Martin V sobre la conclusión del Cisma de Occidente. Su intelecto y diplomacia lo convirtieron en un poderoso agente, primero del Concilio de Basilea y luego, después de romper con el movimiento Conciliar en Basilea, de la superioridad papal contra el movimiento Conciliar. El obispo francés  Bossuet describió a Cesarini como el baluarte más fuerte que los católicos que se podían oponer a los griegos en el Consejo de Florencia.
Uno de los cinco hermanos de una familia romana bien establecida de la nobleza menor; su hermano Giacomo fue nombrado papal Podestà de Orvieto y Foligno en 1444; su sobrino nieto, también Giuliano Cesarini Giuliano (1466-1510) fue nombrado cardenal en 1493. 
Fue educado en la  Perugia, donde dio una conferencia sobre la ley romana y tenía al Dominico Capranica entre sus alumnos. Cuando el cisma terminó con el reconocimiento general de Martín V como Papa, Giuliano regresó a Roma, donde se unió al cardenal Branda da Castiglione.
Las sugerencias para una amplia reforma que impulsaba el Movimiento Conciliar eran abundantes, y Cesarini dedicó su carrera a los principios de la unidad externa de la Iglesia y su reforma desde adentro.
En 1419 acompañó al Cardenal Branda da Castiglione, que lo tenía en alta estima, en su difícil misión a Alemania y Bohemia, donde los  Hussites estaban en abierta rebelión. Él también sirvió como un enviado papal a Inglaterra. En 1426 Martin V creó a Cesarini como cardenal y luego lo envió a Alemania para predicar una cruzada contra los husitas. Después de que la  cruzada falló, Cesarini fue a Basilea para presidir el concilio que había comenzado allí.

## Biografía
Cesarini fue nombrado presidente del Concilio de Basilea, en cuya capacidad resistió con éxito los esfuerzos de Eugenio IV para disolver el concilio, aunque más tarde (1437) se retiró, creyendo que la mayoría de los delegados presentes estaban más ansiosos por humillar al Papa que por lograr reformas, porque su primera lealtad fue a la idea de la unidad de la iglesia. Cuando Eugenio convocó al rival Concilio de Ferrara, Cesarini fue nombrado jefe de la comisión nombrada para conferenciar con los griegos. En 1439, debido a una plaga, el consejo fue trasladado de Ferrara a Florencia, donde Cesarini siguió desempeñando un papel destacado en las negociaciones con los griegos. Estas negociaciones terminaron en una reunión eclesiástica efímera de Oriente y Occidente.
Después de que el concilio fuera disuelto, Cesarini fue enviado como legado papal a Hungría (1442) por el Papa Eugenio IV para resolver una crisis política que surgió después de la muerte del Rey Alberto de Hungría (de la Casa de Habsburgo) en 1439. La viuda, la Reina Isabel de Luxemburgo, se quedó sola con su hijo recién nacido, que fue coronado como Ladislao el póstumo. Sin embargo, las guerras turcas representaban un grave peligro para el Reino, y los nobles convocaron al joven rey  Władysław de Polonia y lo coronaron como rey húngaro, haciéndole prometer que defendería al estado contra el Otomanos. El 13 de diciembre de 1442, Cesarini hizo que las dos partes llegaran a un acuerdo en la ciudad de Győr, donde los derechos del bebé Ladislao eran reconocidos en presencia del nuevo Rey, sin poner en peligro el poder del otro. Después de esto, Cesarini se convirtió en el confidente del rey Władysław, y en 1443 fue a Viena (Viena) como su embajador ante la corte de Federico III. Pronto se convirtió en uno de los principales planificadores de una nueva cruzada contra los otomanos, que habían comenzado a invadir Europa. En junio de 1444, el rey húngaro firmó un tratado de paz (Paz de Szeged) con el sultán turco Murad II que duraría 10 años, pero viendo esto como un error y teniendo en cuenta el momento y las circunstancias apropiado para una nueva guerra, Cesarini insistió en que el rey húngaro Władysław debería romper el tratado. Esto ocurrió en septiembre del mismo año, cuando todos marcharon a los Balcanes en una nueva campaña. Fue un paso desafortunado que concluyó en la desastrosa batalla de Varna, el 10 de noviembre de 1444, en la que el Cardenal perdió la vida. En una carta al duque de Milán, su amigo Aeneas Sylvius Piccolomini cuenta que, tras haber escapado del combate, aunque herido y sangrando, Cesarini fue atacado por una banda de húngaros que, en la confusión de la derrota, le robaron y mataron. "Herido en la batalla y desmayado en su huida debido a la pérdida de sangre, las manos impías de los húngaros lo mataron cerca de una ciénaga, no por instigación de la nobleza, sino por la ira del pueblo; ese espíritu glorioso que una vez con su dulce discurso influyó a voluntad en los padres reunidos en Basilea
Los rumores de que había escapado demostraron ser falsos. La curia romana, sin embargo, tardó en aceptar que el cardenal estaba muerto.
Sus dos conocidas cartas al futuro Papa Pío II sobre las relaciones del Papa con el Concilio de Basilea están impresas entre las obras de Pío II. Piccolomini, en sus cartas, describe a Cesarini como desafortunado en la guerra, pero también dice que el cardenal fue directamente al cielo al ser martirizado por los turcos.